# Kosovo Polje
Kosovo Polje (en cirílico: Косово Поље, en albanés: Fushë Kosova o Fushe Kosovo), literalmente "campo de Kosovo" o "campo de los mirlos", a veces en alemán: Amselfeld) es una ciudad y municipio en el distrito de Pristina, en Kosovo (Serbia), 8 km al suroeste de la capital, Pristina. En 2003 la ciudad tenía una población total de 28.600 habitantes. La población estimada del municipio es de unas 50.000 personas, según datos de la OSCE.

## Historia

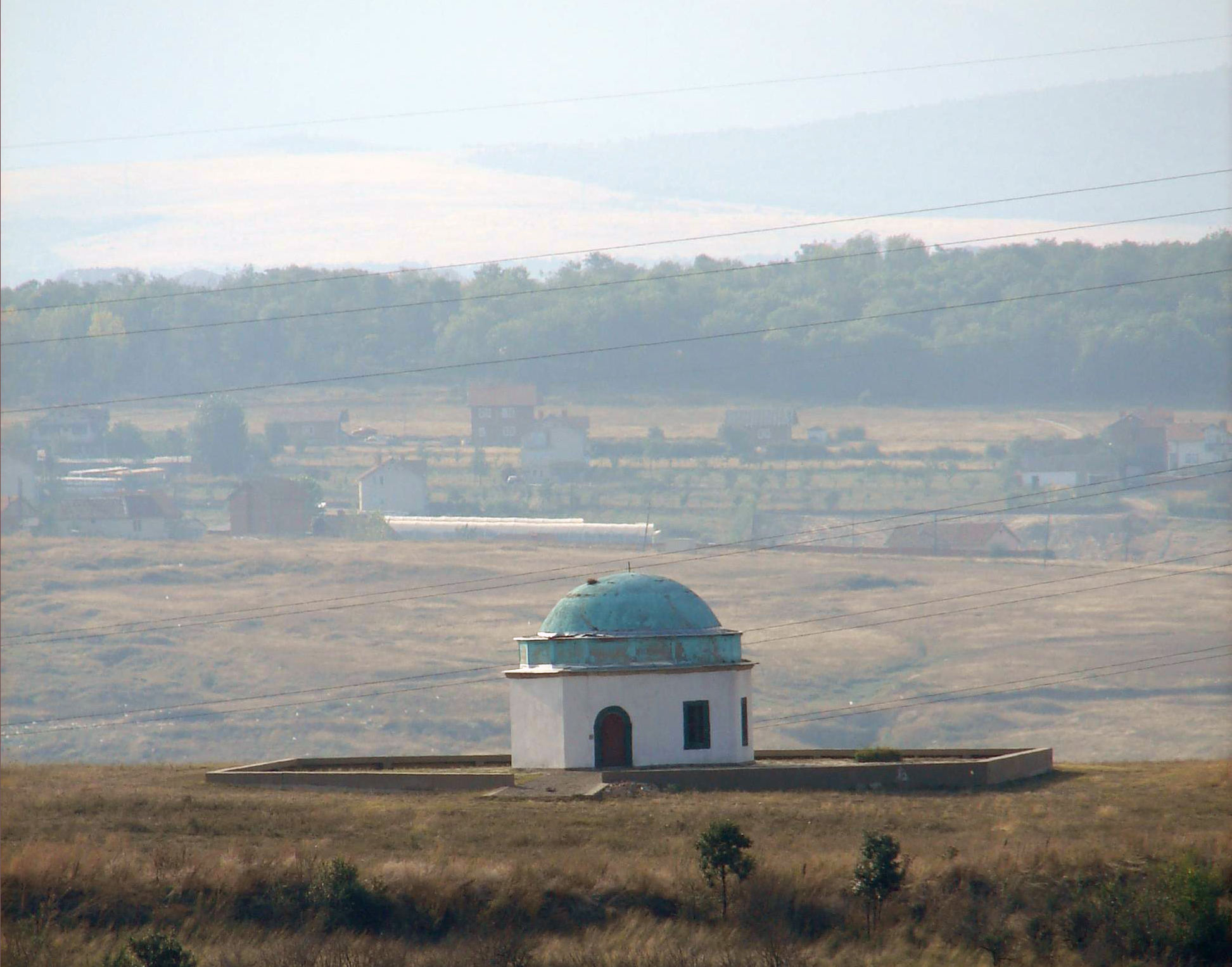
La tumba del sultán otomano Murad I, caído durante la batalla de Kosovo, vista desde la torre de Kosovo Polje.

Kosovo Polje es la ciudad más próxima al escenario de la batalla de Kosovo de 1389, donde el Imperio otomano venció la resistencia serbia para su anexión, por lo que es un lugar muy importante en la cultura serbia. 
En abril de 1987 se convirtió en el escenario de un famoso incidente cuando Slobodan Milošević -en aquel momento presidente de la Liga de Comunistas de Yugoslavia- fue enviado al ayuntamiento de la ciudad para calmar a una muchedumbre de serbios que protestaban furiosos por la discriminación a que estaban siendo sometidos por los Albaneses de Kosovo, quienes dominaban la administración. Cuando los ciudadanos serbios se quejaron de que habían sido golpeados por la policía de Kosovo, Milošević les dijo: "Nadie debería atreverse a golpearos... nadie tiene derecho a golpearos." El incidente de Milošević le dio el apoyo de la población serbia, lo que le impulsó a la presidencia de Serbia dos años después.
El 28 de junio de 1989, Milošević se presentó ante aproximadamente un millón de serbios en el 600 aniversario y en el lugar de la batalla de Kosovo, en las inmediaciones de la ciudad, donde pronunció el famoso discurso de Gazimestan, en una exaltación de los ideales serbios, arengando a las masas en recuerdo de la batalla y apelando a la unidad de los serbios para los momentos difíciles que preveía. Según la Historical and Investigative Research, la posterior manipulación del mensaje de este discurso trajo funestas consecuencias para posteriores sucesos en la región.
Antes de la guerra de Kosovo de 1999, Kosovo Polje era la localidad de Kosovo donde la población serbia tenía el mayor porcentaje (24%). El Alto Comisionado de las Naciones Unidas para los Refugiados (ACNUR) estimó en marzo de 1998 que su población (estimada en 40.000) estaba constituida por alrededor de un 24% de serbios, un 59% de albaneses y un 17% de otras comunidades nacionales. Según algunas estimaciones, antes del despliegue de KFOR, 20.000 serbios residían en la zona, de los que sólo quedaron unos 2.000.
Kosovo Polje vivió una violencia considerable antes, durante y después de la guerra. En diciembre de 1998, el teniente de alcalde de los serbios de Kosovo Polje fue asesinado por combatientes del Ejército de Liberación de Kosovo (UÇK) a pesar de haber mostrado una línea moderada en las relaciones entre los serbios y los albaneses. Secuestros y asesinatos de serbios y albaneses continuaron hasta que comenzó la guerra. Gran parte de la población albanesa de la ciudad fue expulsada por la fuerza, supuestamente por los serbios locales y paramilitares, y muchos albaneses fueron asesinados. 
Al final de la guerra, en junio de 1999, la mayoría albanesa que había sido expulsada regresó a la ciudad, mientras que muchos de los serbios la abandonaron. La población serbia restante se quedó en un enclave en una región dominada por albaneses. Miles de serbios y gitanos de otras partes de Kosovo, que habían huido de sus hogares, se refugiaron en Kosovo Polje, donde se estableció un campamento de refugiados.
Las tensiones étnicas estallaron en varias ocasiones en los años posteriores a la guerra y un importante número de serbios fue asesinado por extremistas albaneses. Bajo esta presión continua, la población serbia de Kosovo Polje se redujo progresivamente hasta que, en julio de 2002, el diario Blic informó de que sólo 550 serbios permanecían en Kosovo Polje. La ciudad se vio gravemente afectada por los disturbios de marzo de 2004, cuando se incendiaron numerosas casas de serbios y la mayoría de los serbios fueron obligados a huir (el gobierno serbio afirma que 2.000 personas fueron expulsadas). Desde entonces, algunos serbios han vuelto a la ciudad, y sus propiedades destruidas se han reconstruido con la ayuda de la UNMIK.

## Demografía
| Composición étnica, incluyendo desplazados | Composición étnica, incluyendo desplazados | Composición étnica, incluyendo desplazados | Composición étnica, incluyendo desplazados | Composición étnica, incluyendo desplazados | Composición étnica, incluyendo desplazados | Composición étnica, incluyendo desplazados | Composición étnica, incluyendo desplazados | Composición étnica, incluyendo desplazados | Composición étnica, incluyendo desplazados | Composición étnica, incluyendo desplazados | Composición étnica, incluyendo desplazados |
| Año                                        | Albaneses                                  | %                                          | Serbios                                    | %                                          | Ashkali                                    | %                                          | Romaníes                                   | %                                          | Otros                                      | %                                          | Total                                      |
| ------------------------------------------ | ------------------------------------------ | ------------------------------------------ | ------------------------------------------ | ------------------------------------------ | ------------------------------------------ | ------------------------------------------ | ------------------------------------------ | ------------------------------------------ | ------------------------------------------ | ------------------------------------------ | ------------------------------------------ |
| 1991                                       | 17,374                                     | 53.4                                       | 8,346                                      | 25.7                                       |                                            |                                            |                                            |                                            |                                            |                                            | 32,500                                     |
| 1998                                       | 23,600                                     | 59                                         | 9,600                                      | 24                                         |                                            |                                            |                                            |                                            |                                            |                                            | 40,000                                     |
| Junio de 2000                              | 34,000                                     | 84                                         | 4,000                                      | 10                                         | 2,600                                      | 6.4                                        | 300                                        | 0.7                                        | 60                                         | 0.14                                       | 40,500                                     |
| Abril de 2002                              | 34,000                                     | 85                                         | 3,239                                      | 8                                          | 2,259                                      | 5.6                                        | 388                                        | 1                                          | 21                                         | 0.05                                       | 40,000                                     |

Fuente: OSCE.

## Seguridad
La seguridad en la ciudad es gestionada por un contingente de soldados fineses de las tropas de KFOR, con sede en Lipljan. La seguridad local consta de 62 funcionarios del Servicio de Policía de Kosovo (55 albaneses, 5 serbios y 2 bosnios), y dos oficiales de policía de la UNMIK.

## Economía
La agricultura es la base de la economía local en el municipio. Un 60% de las tierras municipales es cultivable, y hay 522 ha de pastos. También existen algunas industrias de elaboración de alimentos. Dispone de algunas pequeñas tiendas, cafés, restaurantes y otros pequeños negocios, pero el desempleo es muy alto.

## Ciudades hermanadas
- Abrantes, Portugal.